# New York Open 2019 - Qualificazioni singolare
Le qualificazioni del singolare del New York Open 2019 sono state un torneo di tennis preliminare per accedere alla fase finale della manifestazione. I vincitori dell'ultimo turno sono entrati di diritto nel tabellone principale. In caso di ritiro di uno o più giocatori aventi diritto a questi sono subentrati i lucky loser, ossia i giocatori che hanno perso nell'ultimo turno ma che avevano una classifica più alta rispetto agli altri partecipanti che avevano comunque perso nel turno finale.

## Teste di serie
1. Adrián Menéndez Maceiras (qualificato)
2. Alexei Popyrin (ultimo turno, lucky loser)
3. Ramkumar Ramanathan (qualificato)
4. Christopher Eubanks (qualificato)

1. Brayden Schnur (qualificato)
2. Yasutaka Uchiyama (primo turno)
3. Roberto Quiroz (primo turno)
4. Andrea Arnaboldi (ultimo turno)

## Qualificati
1. Adrián Menéndez Maceiras
2. Brayden Schnur

1. Ramkumar Ramanathan
2. Christopher Eubanks

### Lucky loser
1. Alexei Popyrin

## Tabellone

### Legenda
| - Q = Qualificato - WC = Wild card - LL = Lucky loser | - ALT = Alternate - SE = Special Exempt - PR = Protected Ranking | - w/o = Walkover - r = Ritirato - d = Squalificato |

### Sezione 1
|  | Primo turno | Primo turno              | Primo turno              | Primo turno | Primo turno |  |  | Ultimo turno | Ultimo turno             | Ultimo turno             | Ultimo turno | Ultimo turno |  |
|  |             |                          |                          |             |             |  |  |              |                          |                          |              |              |  |
|  | 1           | Adrián Menéndez Maceiras | Adrián Menéndez Maceiras | 6           | 6           |  |  |              |                          |                          |              |              |  |
|  | Alt         | Tim Pütz                 | Tim Pütz                 | 3           | 2           |  |  | 1            | Adrián Menéndez Maceiras | Adrián Menéndez Maceiras | 6            | 7            |  |
|  |             | Yosuke Watanuki          | 5                        | 6           | 3           |  |  | 8            | Andrea Arnaboldi         | Andrea Arnaboldi         | 3            | 67           |  |
|  | 8           | Andrea Arnaboldi         | 7                        | 4           | 6           |  |  |              |                          |                          |              |              |  |

### Sezione 2
|  | Primo turno | Primo turno     | Primo turno     | Primo turno | Primo turno |  |  | Ultimo turno | Ultimo turno   | Ultimo turno   | Ultimo turno | Ultimo turno |  |
|  |             |                 |                 |             |             |  |  |              |                |                |              |              |  |
|  | 2           | Alexei Popyrin  | Alexei Popyrin  | 7           | 6           |  |  |              |                |                |              |              |  |
|  |             | James Ward      | James Ward      | 5           | 4           |  |  | 2            | Alexei Popyrin | Alexei Popyrin | 4            | 68           |  |
|  | WC          | Cannon Kingsley | Cannon Kingsley | 63          | 3           |  |  | 5            | Brayden Schnur | Brayden Schnur | 6            | 7            |  |
|  | 5           | Brayden Schnur  | Brayden Schnur  | 7           | 6           |  |  |              |                |                |              |              |  |

### Sezione 3
|  | Primo turno | Primo turno         | Primo turno | Primo turno | Primo turno |  |  | Ultimo turno | Ultimo turno        | Ultimo turno | Ultimo turno | Ultimo turno |  |
|  |             |                     |             |             |             |  |  |              |                     |              |              |              |  |
|  | 3           | Ramkumar Ramanathan | 4           | 6           | 6           |  |  |              |                     |              |              |              |  |
|  | Alt         | Roy Smith           | 6           | 2           | 4           |  |  | 3            | Ramkumar Ramanathan | 6            | 3            | 7            |  |
|  |             | Tim Smyczek         | 6           | 6           | 7           |  |  |              | Tim Smyczek         | 3            | 6            | 5            |  |
|  | 7           | Roberto Quiroz      | 7           | 3           | 5           |  |  |              |                     |              |              |              |  |

### Sezione 4
|  | Primo turno | Primo turno         | Primo turno         | Primo turno | Primo turno |  |  | Ultimo turno | Ultimo turno        | Ultimo turno | Ultimo turno | Ultimo turno |  |
|  |             |                     |                     |             |             |  |  |              |                     |              |              |              |  |
|  | 4           | Christopher Eubanks | Christopher Eubanks | 6           | 6           |  |  |              |                     |              |              |              |  |
|  | WC          | Adam El Mihdawy     | Adam El Mihdawy     | 3           | 2           |  |  | 4            | Christopher Eubanks | 5            | 6            | 7            |  |
|  |             | Ernesto Escobedo    | 4                   | 6           | 7           |  |  |              | Ernesto Escobedo    | 7            | 3            | 5            |  |
|  | 6           | Yasutaka Uchiyama   | 6                   | 3           | 65          |  |  |              |                     |              |              |              |  |